# Giuseppe Sirtori
 (mars 2011).
Si vous disposez d'ouvrages ou d'articles de référence ou si vous connaissez des sites web de qualité traitant du thème abordé ici, merci de compléter l'article en donnant les références utiles à sa vérifiabilité et en les liant à la section « Notes et références ».
Giuseppe Sirtori (né à Monticello Brianza le 17 avril 1813, mort à Rome le 18 septembre 1874) est un prêtre, homme politique et patriote italien, fervent républicain et défenseur de Venise en 1849. Il est chef d'état-major de Garibaldi durant l'expédition des Mille. Comme général de l'armée royale, il combat à Custoza et il est élu cinq fois député.

## Biographie
Giuseppe Sirtori nait à Monticello Brianza en 1813 dans une famille bourgeoise avec sept enfants, dans une maison qui existe encore dans la frazione de Casatevecchio, à deux pas de l'institut Greppi.
Initié à la carrière ecclésiastique, il passe avec éloges les examens au séminaire de Monza, et il est ordonné prêtre en 1838. Frère de la congrégation des Oblats de Saint-Ambroise (Institut de prêtres séculiers fondé par Charles Borromée en 1578), il enseigne au Collège de Merate des pères Somasques.

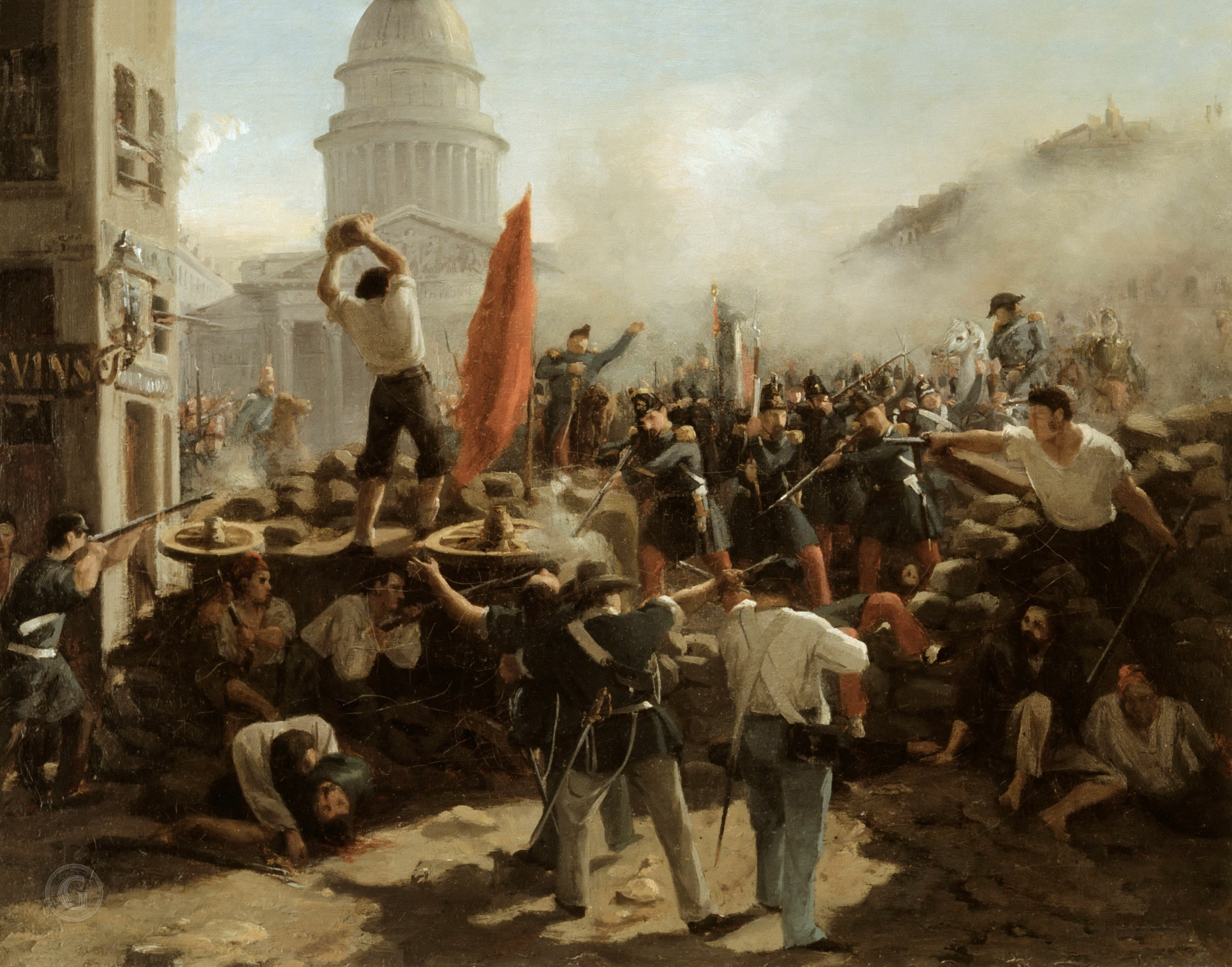
Barricades à Paris en 1848

En 1842, il obtient de l'autorité ecclésiastique et de son père, l'autorisation de se rendre à Paris, grâce à l'aide financière de son père, afin de se perfectionner en théologie et philosophie, matières qu'il abandonne pour la médecine.
En 1840, il est rappelé à Monticello Brianza où il se dispute avec ses frères. Il s'ensuit la décision de renoncer à ses vœux, la conversion de ses droits sur les biens de famille en une maigre rente et le retour dans la capitale française. À la Sorbonne, il s'essaye aux mathématiques, à la biologie, à la chimie mais sans rien porter à son terme.
De ces années, il reste peu d'informations : les documents compromettants sont détruits par lui-même des années plus tard (il atteint une position de général héroïque et garibaldien), et par un parent qui est prêtre (qui tient à protéger la moralité d'un prêtre, même défroqué). Aucune recherche sérieuse n'a été effectuée à Paris.
Mais c'est à Paris, peu avant son départ, qu'il connait la leçon fondamentale de sa vie : les barricades de la Révolution française (22-24 février 1848) qui conduit au renversement de Louis-Philippe Ier et l'émergence de la Deuxième République. Il est parmi ceux qui contraignent Lamartine à proclamer la République à l'Hôtel de Ville.

### Les cinq journées de Milan
Son rôle précis à Paris n'est pas connu ni la raison qui l'ont conduit à renter en Italie. Certes, la situation est bouillante : après l'insurrection de Palerme (12 janvier), la constitution est accordée à Naples, le 27 janvier, le statut le 11 février à Florence, le 4 mars à Turin et le 14 mars à Rome). L'agité Sirtori, bien qu'âgé de trente-cinq ans, pense à ne manquer l'occasion.
Il ne participe pas aux cinq journées de Milan (18-22 mars), qu'il rejoint par la suite. Il y est, certainement, le 7 avril et se signale comme un fervent mazzinien, et donc opposé à l'union de Lombardie au royaume de Sardaigne. Lorsque le 12 mai, le plébiscite exprime l'annexion au Piémont, il se comporte en conséquence et demande à entrer dans une brigade de volontaires lombards.
Ces groupes manquent de cadres formés et les officiers sont élus depuis la troupe : Sirtori peut, peut-être, faire valoir son expérience récente à Paris et certainement l'éloquence exercée au cours de ses années de prévôt le font élire capitaine. On lui confie la compatibilité de la brigade, les paies et, plus tard, un poste dans la commission de vigilance des boulangeries et des hôpitaux.
Le bataillon des volontaires lombards est envoyé par le gouvernement provisoire de Lombardie défendre Venise.

### Chef des mazziniens à Venise
Arrivé à Venise pendant le siège, il se met en avant comme républicain et devient le principal membre de l'opposition au modéré Manin. Par exemple, le 11 août 1848, la nouvelle de l'armistice Salasco arrivé (il est signé le 5 août par le général Salasco), Sirtori conduit l'assaut contre le représentant piémontais dans la ville, Colli, et il est arrêté de justesse par Manin.
La tension politique est importante, au point que le 5 mars 1849, la rumeur d'un complot ourdi par Sirtori de livrer la ville aux Autrichiens se répand. Le 14 mars, lors ce qu'arrive la nouvelle de la proclamation de la République romaine, présidée par Mazzini en personne, Sirtori propose de signer un pacte de solidarité avec la république sœur de Rome et de Toscane. Il n'obtient qu'une lettre d’encouragement.
La majorité modérée du parlement vénitien encourage l'initiative monarchique qui récupère la situation dès le 24 mars 1849, après la nouvelle de la reprise de la guerre par Charles-Albert le 12 mars. Le 24 mars, cependant, l'armée sarde est battue à Novare et la situation retourne dans l'impasse.

### La défense de Venise
Les Autrichiens, après avoir définitivement vaincu les Piémontais à Novare, reprennent Brescia et «normalise» l'ensemble du pays, ils se tournent alors, contre le seul territoire qui leur échappe, Venise. Sirtori est nommé membre d'une commission militaire, avec Girolamo Ulloa et Baldisserotto, et dont Guglielmo Pepe assume la présidence.
Le 20 mars, il combat avec les volontaires lombards et les soldats pontificaux pour la défense du camp retranché de la Conche, à l'ouest de Chioggia. Il se retire et le 22, il conduit les survivants de la reconquête, repoussant les Autrichiens au-delà de la Brenta.
Il se distingue dans la défense du fort Marghera et il est parmi les derniers, avec Ulloa, à quitter le fort, assurant le transport des victimes. Peu après, il rejoint le fort San Giuliano évacué en même temps que le fort Marghera, il prépare un piège avec des explosifs qui décime le premier régiment autrichien des chasseurs de Styrie qui pénètrent dans le fort.
Le 1er août, il commande une sortie du Fort Brandola qui contraint les Autrichiens à fuir, laissant 200 vaches. Un précieux butin, vu l'état de pénurie que connaît la ville.
Le 6 août, il approuve la confiance à la dictature de Manin et le début des négociations de reddition.

### L’exil
Après la chute de la ville, le 24 août 1849, la flotte française évacue environ 600 des principaux membres de la République de Saint-Marc : Sirtori (avec Cosenz, Ulloa, Pepe, Manin, sa famille et beaucoup d'autres), enregistré comme « prêtre lombard », il s'embarque sur le Solon, puis sur Le Pluton qui le débarque à Corfou, alors sous protectorat britannique, puis tous sont transférés à l'hôpital en raison du choléra qui faisait rage à Venise.
À Paris, il assiste, indigné, au triomphe de la Napoléon III sur la Deuxième République. En Suisse, à Lausanne, il rencontre Mazzini et s'enflamme pour ses idées et il le rejoint à Londres. Au début des années 1850, il est membre du comité mazzinien de Gênes, où il occupe une des premières places avec Medici, Bixio et Cairoli.
Il se détache de Mazzini, comme beaucoup d'autres, après l'échec de l'insurrection du 6 février 1853 à Milan et parce que Mazzini ne l'aurait pas consulté pour une affiche de propagande.
Il se rapproche des patriotes modérés. En 1854, par exemple, il prend part (avec Montanelli et Ulloa) aux funérailles de la fille de Manin, Emilia, à Paris.

### Le soutien à Lucien Murat
Sirtori n'est pas un homme à supporter l'inactivité : ses lettres révèlent un esprit inquiet, toujours blessé par l'inactivité prolongée, au cours de ces longues années il imagine se suicider, il veut s'embarquer pour l'Amérique, il souffre, toujours, d'une condition de vie misérable comme la grande majorité des expatriés politiques de ces années-là.
Il ne sait donc pas résister à la première des grandes occasions de rachat qui se présente, et en 1855, il s'engage dans la tentative du prince Lucien Murat (fils de Joachim Murat et cousin de Napoléon III) pour remplacer Ferdinand II de Bourbon.
La tentative a lieu avec le consentement et l'aide de Napoléon III mais elle est ouvertement condamnée par une grande partie des patriotes italiens, des exilés (Manin, Mazzini) et pas Cavour, puisque son succès aurait été un sérieux coup à l'unité de l'Italie et aurait permis à la France d'étendre sa sphère d'influence sur la péninsule sans passer par l'alliance avec le royaume de Sardaigne.
Sirtori, cependant, désireux d'avoir une nouvelle occasion, publie une lettre dans laquelle il n'exclut pas une solution avec Murat, comme une alternative à celle de la Maison de Savoie : la chose fait grand bruit, et à un certain moment, il semble qu'une expédition armée ait été en préparation dans laquelle Sirtori et de Cristoforis auraient servi. D'autres personnalités se rapprochent de Lucien Murat comme Montanelli, Saliceti et Maestri.
Sirtori est fortement critiqué par tous les exilés italiens. Il réagit, pour sa part, avec colère, et dans sa fougue, il s'attire aussi l'hostilité de Lucien Murat. Celui-ci l'irrite et il le fait enfermer dans l'asile parisien de Bicêtre, où on lui applique pendant trois jours, la camisole de force. Il est retrouvé quelques jours plus tard par ses amis exilés qui obligent les autorités à le libérer, avec la menace d'un important scandale. La chose fait du bruit, et même le Times de Londres en parle, le décrivant comme « un des plus grands patriotes italiens qui avait fait preuve d'une plus grande valeur à Venise », mais surtout comme « un féroce anti-Murat », ce qui lui permet de se refaire une virginité.

### L'absence lors de la deuxième guerre d'indépendance
Rapidement libéré, il retourne dans le Piémont et, début 1859, il demande à être enrôlé même comme simple soldat, mais son passé de républicain, l'hostilité française et l'inimitié du camp mazzinien, l'en empêche. Ainsi, il ne peut participer à la libération de sa ville, Côme, après San Fermo, aux côtés des différents Garibaldiens Medici et Cosenz.
Désormais isolé, il décide alors de se tourner vers le camp monarchique, avec des intentions sans doute sincères. Il est en mesure de faire valoir, en outre, son passé de combattant à Venise et sa loyauté indiscutable pour la cause nationale.

### L’organisation de l'expédition des Mille

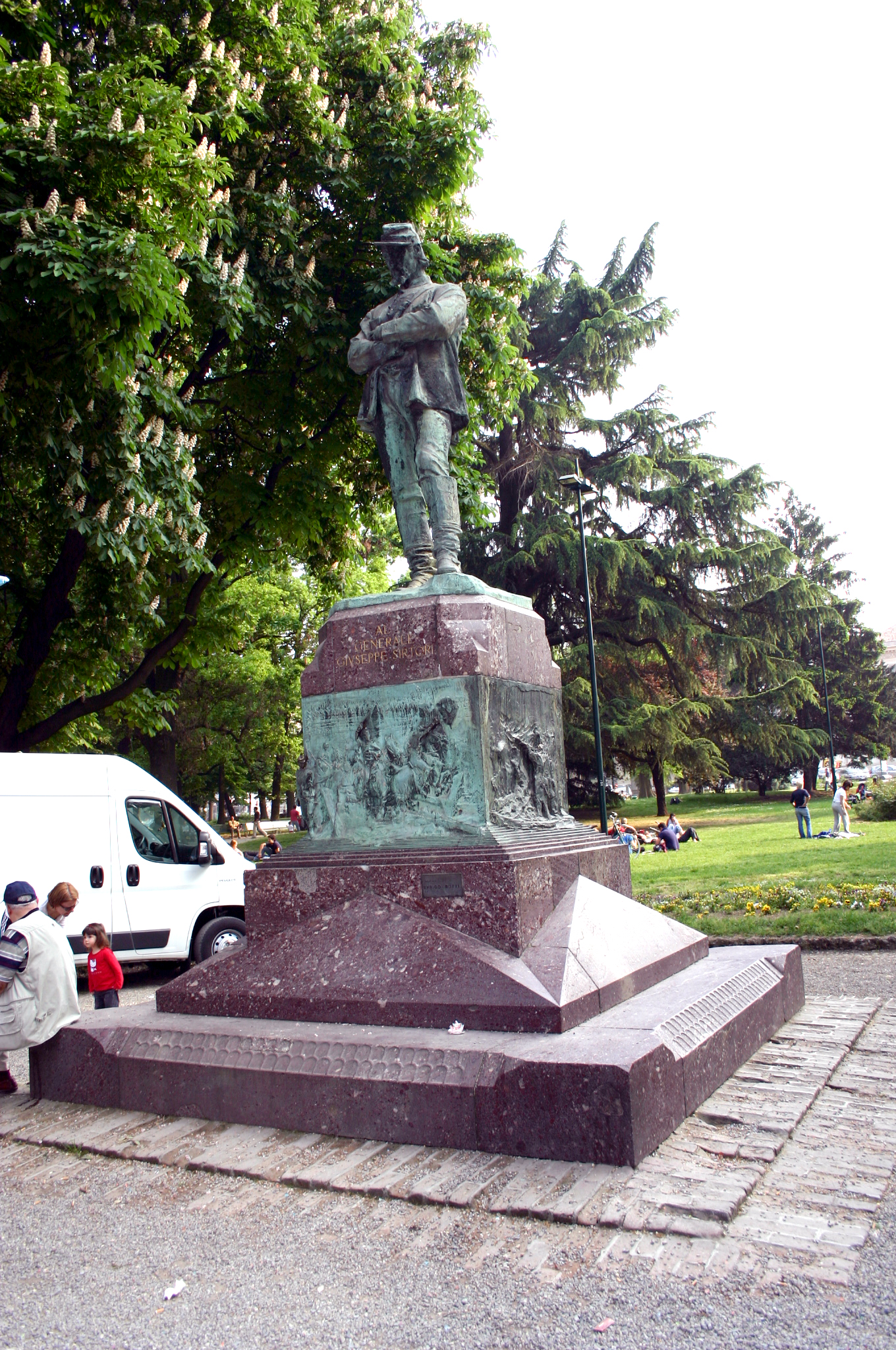
Monument à Giuseppe Sirtori à Milan.

En mars 1860, il est élu député au Parlement du royaume de Sardaigne à Turin pour le collège de Missaglia, alors dans la province de Côme, et pour se procurer un habit correct, il est contraint de demander l'aide de l'un des frères, avec lequel il peut enfin se rapprocher.
C'est le général Garibaldi, qui est en préparation de l'expédition des Mille qui le veut à ses côtés et il le fait embarquer lors de la première expédition qui part de Quarto dans la soirée de 5 mai.
Peut-être que l'entreprise semblait désespérée et, en fait, il semble que Sirtori, la veille, se soit montré assez sceptique quant à sa réalisation. En tout cas il s'embarque, âgé de 47 ans, il sent que c'est la dernière occasion de prouver sa valeur.
Le 22 avril, Cavour est à Gênes afin de se rendre compte personnellement de la situation. Garibaldi ne veut pas traiter avec celui qui vient de céder Nice et il fait appel à Sirtori.
La réunion a lieu avec Sirtori qui ne cache pas à Cavour les difficultés de l'opération, les moyens limités, le grand danger. Mais une double attaque est planifiée : en Sicile avec Garibaldi, et simultanément dans les Marches ou dans l'Ombrie pontificales. Cavour répond : « Rien dans les Marches ! Et pour le reste, le gouvernement fera ce qu'il peut en secret. ».

### L'expédition des Mille

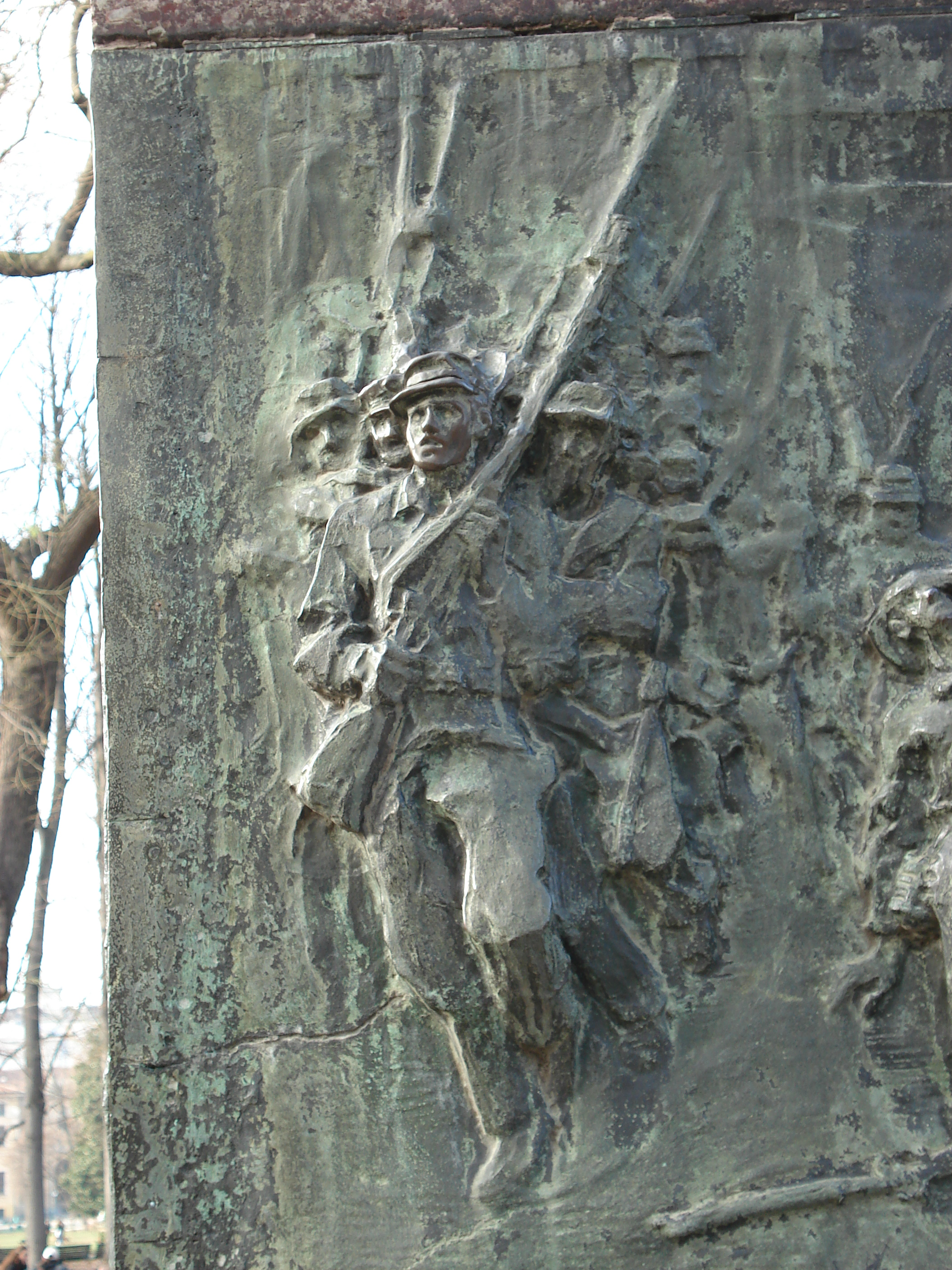
Détail du monument à Giuseppe Sirtori à Milan.

Au cours de l'arrêt à Talamone lors du voyage vers Marsala, Garibaldi réorganise la petite troupe, la divisant en deux bataillons. Il confie le premier à Bixio et le second au Sicilien Carini. Les deux autres militaires connus qu'il a à sa disposition (Sirtori et Türr) deviennent, respectivement, chef d'état major et aide de camp.
Lors de la marche de Marsala à Calatafimi, à Salemi, il donne les premiers ordres aux équipes de volontaires siciliens qui se joignent en Sicile à lui : il les baptise les chasseurs de l'Etna.
Le 15 mai 1860, à Calatafimi, il se bat et est blessé à la jambe. À un de ses frères, il dit avoir sauvé Garibaldi et le drapeau des Bourbon.
Le 29 mai, pendant l'insurrection de Palerme, avec Carini, il empêche l'entrée dans la ville de Bosco et de Von Mechel jusqu'à ce que ceux-ci soient rejoints par les émissaires du lieutenant général Lanza qui leur communique les modalités de la trêve d'armes en vigueur. Il est promu général et écrit à son frère : « Garibaldi me doit la prise de Palerme ».
Le 19 juillet, Garibaldi s'embarque à Palerme pour se rendre à Milazzo où la situation exige sa présence, il nomme Sirtori prodictateur de Sicile. Le 22 juillet, deux jours après la bataille de Milazzo, il fait appel à lui et nomme prodictateur Depretis.
Le 27 août, Sirtori envoie un message à Stocco qui, l'interprétant mal, laisse passer vers le nord les troupes du général Ghio qui sont bloquées à Soveria.
Le 1er octobre et le 2, lors de la bataille de Volturno, il commande la division de réserve et le déplacement au bon moment et aux bons endroits contre la colonne Perrone, bloquant sa marche vers Caserte et donc le contournement du front garibaldien, contribuant ainsi à cette victoire décisive. Il semble que Garibaldi, à qui on présente de sombres scénarios, dit : « Ne vous inquiétez pas, à Caserte, il y a Sirtori ».
Tour au long de la campagne, en sa qualité de chef d'état-major, il garantit que l'expédition puisse être approvisionnée dans les conditions que l'on peut imaginer.

### La dissolution de l'armée méridionale

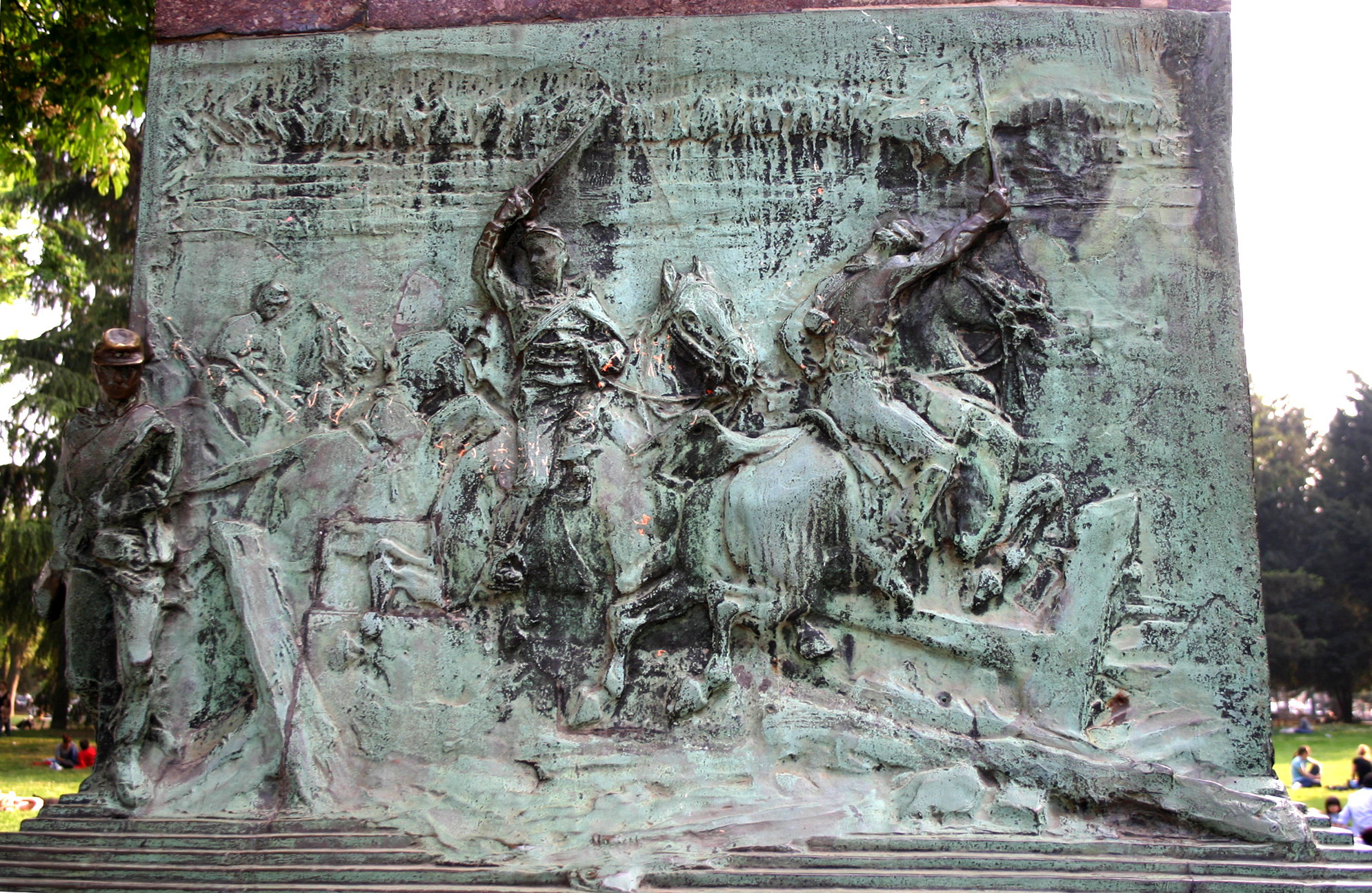
Détail du monument à Giuseppe Sirtori à Milan.

Le 7 novembre, Garibaldi escorte le roi Victor-Emmanuel II de Savoie dans son entrée triomphale dans Naples et part immédiatement pour Caprera. Il confie à Sirtori la responsabilité de gérer l'entrée de l'armée méridionale comme sont rebaptisés les Mille dans l'armée royale.
Sirtori ne jouit pas du prestige et du nom de son chef et il lui est impossible de réagir au décret du 11 novembre qui offre aux volontaires un congé avec une petite gratification qui incite la masse de soldats à se congédier.
Membre (avec Médicis et Cosenz pour la partie garibaldienne, le général Della Rocca président, le général Gozzani de Treville et le général Pettinengo remplacé par le général Solaroli, le colonel Ferrero en tant que Secrétaire) de l'autorité de la « commission des scrutins pour la reconnaissance des officiers », elle ne fait que prendre du retard et son insuccès incite Garibaldi à intervenir personnellement avec une intervention au Parlement à Turin les 18-19-20 avril 1861.

### La répression du brigandage
Les meilleurs généraux garibaldiens incorporent l'armée régulière : Medici, Cosenz, Bixio et Sirtori.
Dans un premier temps, le 12 juin 1861, ils reçoivent l'insigne de Commandeur de l'ordre militaire de Savoie. Par la suite, en mars 1862, ils sont transférés dans l'armée italienne avec le grade qu'ils avaient dans l'armée méridionale, dans le cas de Sirtori, lieutenant général.
Le 3 juillet 1862 à Palerme, il est initié dans la franc-maçonnerie au Rite écossais ancien et accepté (dans la loge « I Rigeneratori del 12 gennaro 1848 al 1860 Garibaldini », dont Emanuele Sartorio était le vénérable maître), avec tous les autres membres de l'état-major de l'armée de Garibaldi (Giacinto Bruzzesi, Francesco Nullo, Enrico Guastalla, Giuseppe Guerzoni, Giovanni Chiassi, Giovanni Basso, Giuseppe Nuvolari, Pietro Ripari, Gustavo Frigyesi et d'autres officiers): ce fut Garibaldi lui-même, en tant que grand maître, qui signa la proposition d'admission en les dispensant des formalités habituelles».
Sirtori ne reçoit pas immédiatement un commandement pendant que les généraux garibaldiens sont employés dans la « commission des scrutins ». La situation dans les provinces continentales de l'ex-royaume de Naples va en dégénérant en raison d'insurrections, passées dans l'histoire sous le nom de brigandage, soutenues par de nombreuses bandes armées aidées par les Bourbon en exil et par les États pontificaux, où siège Pie IX.
Le gouvernement pense, par conséquent, employer les généraux garibaldiens dans les opérations, s'appuyant sur leur récente expérience récente et sur le prestige acquis dans ces lieux. Ils sont donc laissés à la disposition du ministre de la guerre, et envoyés dans les métropoles méridionales : Cosenz devient préfet de Bari, Medici commandant militaire de la place à Palerme, Sirtori plénipotentiaire à Catanzaro, le 1er septembre 1863.
Sur place, il assume tous les pouvoirs. D'une part, il promet de vaincre les brigands « par l'amour ou par la terreur », et de toute évidence par le second. De l'autre, il convoque les notables locaux, promettant une ligne dure contre les enlèvements qui constituent l'une des principales sources de financement des bandes. Les féroces critiques recueillies par les notables locaux le pousse à présenter sa démission qui est immédiatement acceptée.
Toutefois, l'initiative n'est pas entièrement mal jugée à Rome puisque le 22 décembre 1862, le Parlement l'élit président de la commission parlementaire sur le brigandage qui vise à « proposer les meilleurs moyens pour les battre ». Le travail se termine par un projet de loi présenté à la Chambre au cours de la session du 1er juin 1863.

### La carrière militaire dans l'armée royale et Custoza

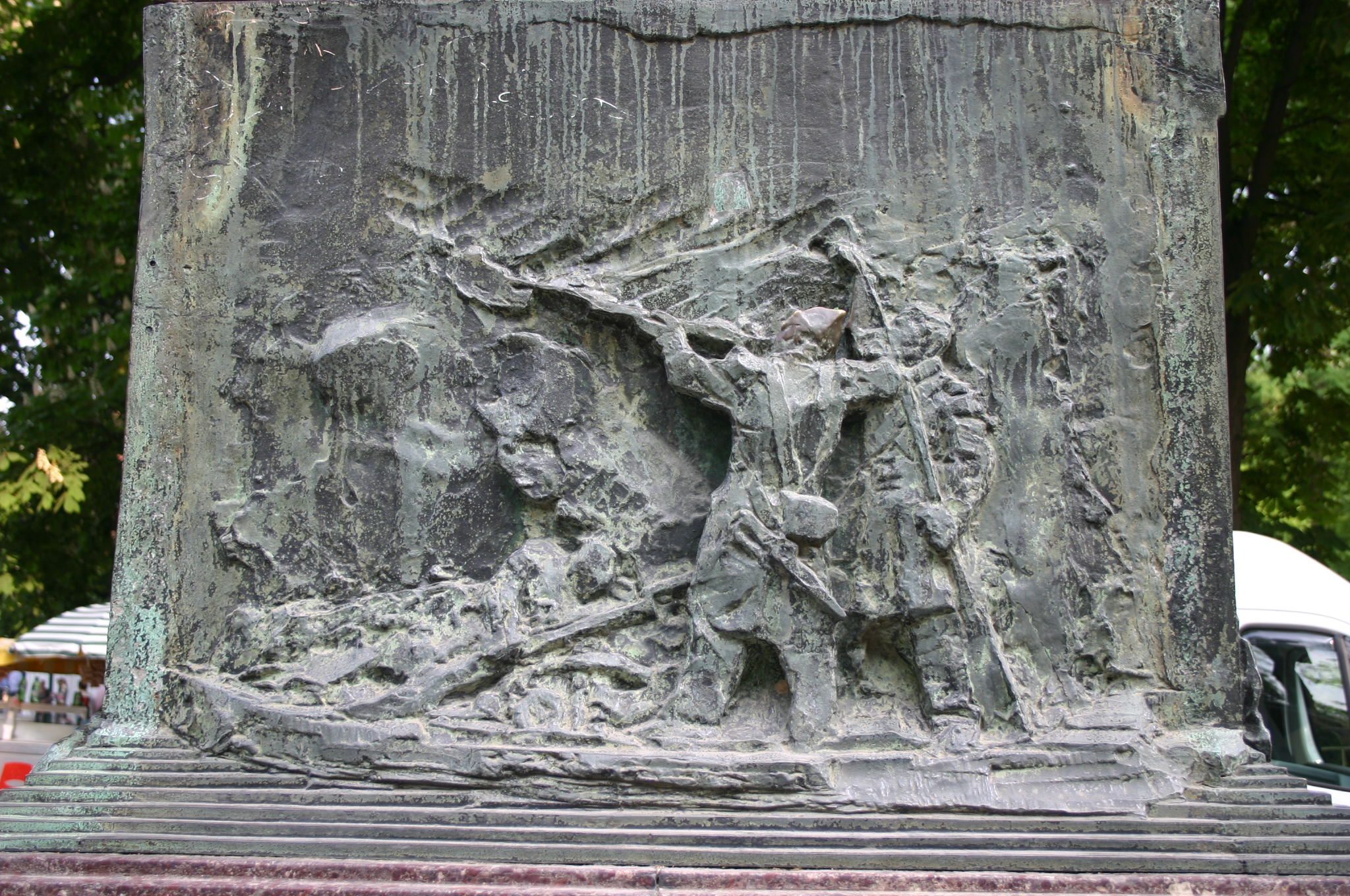
Détail du monument à Giuseppe Sirtori à Milan.

Dans les années qui suivent, Sirtori reçoit le commandement d'une division. En 1866, avec la troisième guerre d’indépendance il est commande de la 5e division formée des brigades Valtellina et Brescia au sein de 1er corps d'armée de Durando et il participe à la bataille de Custoza, le 24 juin 1866.
Le lendemain de la bataille, il accepte mal lorsque le général en chef de son 1er corps d'armée, Durando, blessé, est remplacé par Giuseppe Salvatore Pianell, un ex-général bourbon. Pianell est le plus ancien des généraux de division, mais Sirtori l'interprète comme une nouvelle bassesse perpétrée à l'encontre de Garibaldi. Le 25 juin, il délivre un ordre du jour dans lequel il félicite ses soldats : « Soldats de la 5e division, le 24 vous n'étiez pas indigne des vainqueurs de  San Martino », et il accuse expressément la 1e division de réserve de Cerale de ne pas l'avoir soutenu comme il se doit. Ernesto Teodoro Moneta, alors lieutenant de Sirtori et son chef d’état-major, tente de le dissuader, mais sans succès. Le chef d'état-major La Marmora le réprimande formellement. Sirtori n'en démord pas et déclare que « Les paroles de Giuseppe Sirtori n'admettent pas de doutes de la part de quiconque », La Marmora le prive de commandement et le met en congé. Homme fier, il répond en démissionnant de l'armée, renvoyant les décorations reçues, et la retraite de l’État pour sa participation à l'expédition des Mille.
Quant à la polémique, il convient de rappeler que dans l'armée au moins quatre commandants de division ( Medici, Cosenz et Bixio et Sirtori) sont garibaldiens. Cerale est reconnu coupable d'avoir mal conduit sa division, à moitié massacré, sans s'être battu. Le principal responsable de l'échec, La Marmora poursuivit la campagne et passa le reste de sa vie à se défendre.
Sirtori n'avait pas tort en tous points mais son comportement était inadapté à la situation d'une armée démoralisée par la défaite. Sirtori, au lieu de se jeter dans la polémique personnelle, aurait pu insister sur une rapide reprise des combats. Peut-être, fort du prestige gagné au cours de la bataille, il aurait pu convaincre La Marmora de ne pas effectuer la retraite du Mincio à Oglio.
Sa rébellion, cependant, est exploitée par les généraux qui ont démérité à Custoza et qui le calomnient, affirmant que sa retraite sur Valleggio a gâché toute chance de réussite. Il répond en demandant, à plusieurs reprises, l'enquête d'une cour de discipline afin de défendre son honneur, ce qu'il n'obtient pas, la volonté de défendre l'honneur de l'armée et, par conséquent, de ne pas enquêter sur les raisons de la défaite, étant trop forts. Il obtient justice le 12 décembre 1871, quand un autre général présent à Custoza, Govone, devient ministre de la guerre et fait approuvé une loi ad personam ordonnant la réintégration de Sirtori avec son ancienneté et son grade. Après quelques mois, il est nommé commandant de la division d'Alexandrie.

### Sa mort
Député de quatre législatures à partir de 1860, il est nommé, par Victor-Emmanuel II, sénateur.
En 1867 il est réélu au Parlement à gauche par défi au gouvernement mais par cohérence, il s'inscrit parmi les députés de droite, parmi les mêmes qui l'accusent injustement d'être responsable de la défaite de Custoza et qui lui refusent la cour de discipline.
Au cours de dernières années, il se distingue par son soutien à la pose, à Milan, d'un monument à Napoléon III, entrant dans une polémique avec de nombreux ex-Garibaldiens qui se souviennent plus de Mentana que de Solférino. Cela lui vaut la perte de nombreux amis, y compris Ernesto Teodoro Moneta.
Il meurt à Rome en 1874 où il participe à une commission d'étude de nouvelles armes.
Il est enterré à Famedio de Milan.

## Hommage
Le 5 juin 1892, une œuvre de Enrico Butti est inaugurée dans les jardins publics de Milan.
En 1916, la marine royale donne son nom à un destroyer qui est le premier de la classe Sirtori.
Peu avant, à Spinea (Venise), le fort Sirtori est érigé.
Rome et Milan et sa commune natale lui ont dédié une rue.

## Note
- (it) Cet article est partiellement ou en totalité issu de l’article de Wikipédia en italien intitulé « Giuseppe Sirtori » (voir la liste des auteurs).